# 基兰·韦斯特
基兰·韦斯特（英語：Kieran West，1977年9月18日—），英国男子赛艇运动员。他曾代表英国参加2000年和2004年夏季奥林匹克运动会赛艇比赛，其中2000年奥运会获得一枚金牌。